# Canaan (Tobago)
Canaan – miejscowość w Trynidadzie i Tobago, na wyspie Tobago.